# Conothoa
Conothoa és un dels tres subgèneres existents de piques. Amb tretze espècies, és el subgènere més gran dels tres que formen el gènere Ochotona.